# Maxime Dupé
Maxime Dupé (Pleucadeuc, 4 de março de 1993) é um futebolista profissional francês que atua como goleiro. Atualmente joga no Nice.

## Carreira
Maxime Dupé começou a carreira no Nantes.